# السياسة الخارجية البريطانية في الشرق الأوسط
تضمنت السياسة الخارجية البريطانية في الشرق الأوسط اعتبارات عديدة، إذ شملت الحفاظ على الوصول إلى الهند، ومنع التهديدات الروسية أو الفرنسية لذلك الوصول، وحماية قناة السويس، وضمان إمدادات النفط بعد عام 1900 من حقول الشرق الأوسط، ودعم الدولة العثمانية الآخذة في الانحدار ضد التهديدات الروسية، وحماية مصر والممتلكات الأخرى في الشرق الأوسط وحماية دور بريطانيا الرئيسي في البحر المتوسط. يمتد الإطار الزمني للمشاغل الرئيسية منذ سبعينيات القرن الثامن عشر عندما سيطرت روسيا على شبه جزيرة القرم وأصبحت فاعلًا رئيسيًا في البحر الأسود، وصولًا إلى إخفاق السويس عام 1956 عندما حاولت بريطانيا منع مصر من الاستيلاء على قناة السويس ولكنها فشلت. تُعدّ السياسات جزءًا لا يتجزأ من تاريخ علاقات المملكة المتحدة الخارجية.

## تهديد نابليون
سخّر نابليون، قائد الحروب الفرنسية ضد بريطانيا منذ أواخر تسعينيات القرن الثامن عشر وحتى عام 1815، الأسطول الفرنسي لنقل جيش كبير لغزو مصر، وهي منطقة نائية رئيسية تابعة للدولة العثمانية. حظيت المصالح التجارية البريطانية، المتمثلة في شركة المشرق، بقاعدة ناجحة في مصر، وبالفعل تولّت الشركة دبلوماسية مصر. ردّ البريطانيون وأغرقوا الأسطول الفرنسي في معركة النيل عام 1798، وبذلك حاصروا جيش نابليون. نجا نابليون، لكن البريطانيين هزموا الجيش الذي تركه وراءه وعاد الناجون إلى فرنسا في عام 1801. في عام 1807 عندما كانت بريطانيا في حالة حرب مع العثمانيين، أرسل البريطانيون قوة إلى الإسكندرية، لكن المصريين هزموها بقيادة محمد علي. دمجت بريطانيا شركة المشرق في وزارة الخارجية بحلول عام 1825.

## استقلال اليونان: 1821-1833
كانت أوروبا سلمية بشكل عام؛ إذ جسّدت حرب الاستقلال اليونانية الطويلة الصراع العسكري الرئيسي في عشرينيات القرن التاسع عشر. حصلت صربيا على استقلالها الذاتي عن القسطنطينية في عام 1815. ثم بدأ التمرد اليوناني في عام 1821، مع تمرد بدعم غير مباشر من روسيا. كان لدى اليونانيين مجتمعات فكرية وتجارية قوية وظّفت الدعاية لتروّج للثورة الفرنسية التي جذبت الرومانسية في أوروبا الغربية. على الرغم من الرد العثماني القاسي، إلا أنهم أبقوا تمردهم حيًّا. لعب المتعاطفون كالشاعر البريطاني اللورد بايرون دورًا رئيسيًا في بلورة الرأي البريطاني لصالح اليونانيين، خاصة بين الراديكاليين الفلسفيين والأحرار البريطانيين والإنجيليين. ومع ذلك، كان كبار صناع السياسة الخارجية البريطانية جورج كانينغ (1770–1827) والفيكونت كاسلري (1769-1822) أكثر حذرًا. اتفقا على أن الدولة العثمانية «بربرية» لكنهما قرّرا أنها شر لا بدّ منه. سعت السياسة البريطانية حتى عام 1914 إلى الحفاظ على الدولة العثمانية، خاصة ضد ضغوط روسيا العدائية. ومع ذلك، عندما مارس العثمانيون أشنع أعمال القمع ضد المسيحيين، طالبت لندن بالإصلاحات والتنازلات.
في سياق تدخل القوى العظمى الثلاث، كانت مساعي روسيا طويلة الأمد للتوسّع على حساب الدولة العثمانية المتدهورة. ومع ذلك، اعتبرت القوى الأوروبية الأخرى طموحات روسيا في المنطقة على أنها تهديد جيواستراتيجي كبير. خشيت النمسا أن يؤدي انهيار الدولة العثمانية إلى زعزعة استقرار حدودها الجنوبية. قدمت روسيا الدعم العاطفي لليونانيين المسيحيين الأرثوذكس. كان البريطانيون مدفوعين بالدعم الشعبي الكبير لليونانيين. أولت الحكومة في لندن اهتمامًا خاصًا لدور البحرية الملكية المؤثر في منطقة البحر المتوسط بأكملها. خوفًا من تحرك روسي من جانب واحد لدعم اليونانيين، ألزمت بريطانيا وفرنسا روسيا بموجب معاهدة للتدخل المشترك التي هدفت إلى ضمان الاستقلال الذاتي اليوناني مع الحفاظ على وحدة الأراضي العثمانية كرادع لروسيا.
اتفقت القوى، بموجب معاهدة لندن (1827)، على إجبار الحكومة العثمانية بمنح اليونانيين الحكم الذاتي داخل الإمبراطورية وأرسلت الأساطيل البحرية إلى اليونان لفرض سياستها. دمّر الانتصار البحري الحاسم للحلفاء في معركة نافارين القوة العسكرية للعثمانيين وحلفائهم المصريين. أنقذ النصر الجمهورية اليونانية الوليدة من الانهيار. لكنها استدعت تدخلين عسكريين آخرين، من روسيا في الحرب الروسية التركية 1828-1829، ومن حملة فرنسية في البيلوبونيز لإجبار القوات العثمانية على الانسحاب من وسط اليونان وجنوبه وضمان استقلال اليونان في النهاية. أعلن القوميون اليونانيون عن «فكرة عظيمة» جديدة تتوسع بموجبها الدولة الصغيرة التي يبلغ تعدادها 800 ألف نسمة لتشمل جميع الملايين من المؤمنين الأرثوذكس اليونانيين في المنطقة الواقعة آنذاك تحت السيطرة العثمانية، واستعادة القسطنطينية كعاصمة لها. تضاربت هذه الفكرة مع هدف بريطانيا المتمثل في الحفاظ على الإمبراطورية العثمانية، وظلت لندن تعارض اليونانيين بشكل منهجي حتى أُلغيت الفكرة العظيمة أخيرًا في عام 1922 عندما طردت تركيا اليونانيين من الأناضول.